# Torbernite
La torbernite est une espèce minérale composée de phosphate hydraté d’uranyle et de cuivre du groupe de l’autunite pouvant contenir des traces de Ca, Mg et Ba.
Les cristaux peuvent atteindre jusqu'à 2,5 cm 

## Historique de la description et appellations

### Inventeur étymologie
Décrit par Abraham Gottlob Werner en 1793. Dédié au chimiste suédois Torbern Olof Bergman  (1735-1784)

### Topotype
Joachimsthal, Krusné Hory, Zapadocesky, Bohème, Tchéquie.

## Synonymie
Il existe de nombreux synonymes souvent anciens pour ce minéral :
- calcholite,
- chalcolite,
- chalkolite,
- cuprouranite,
- orthotorbernite,
- torberite Henry-James Brooke & William Hallowes Miller (1852),
- uranite Arthur Aikin (1814),
- urane oxydé René Just Haüy (1801),
- uran-mica Robert Jameson (1820).

## Caractéristiques physico-chimiques

### Cristallochimie
- Elle sert de référence à un groupe de minéraux isostructuraux qui porte son nom.

Groupe de la torbernite (ou groupe de l'autunite)
- Autunite : Ca(UO2)2(PO4)2 · 11H2O
- Heinrichite : Ba(UO2)2(AsO4)2 · 10H2O
- Kahlerite : Fe(UO2)2(AsO4)2 · 12H2O
- Nováčekite-I : Mg(UO2)2(AsO4)2 · 12H2O
- Sabugalite : HAl(UO2)4(PO4)4 · 16H2O
- Saléeite : Mg(UO2)2(PO4)2 · 10H2O
- Torbernite : Cu(UO2)2(PO4)2 · 12H2O
- Uranocircite : Ba(UO2)2(PO4)2 · 10H2O
- Uranospinite : Ca(UO2)(AsO4)2 · 10H2O
- Zeunérite : Cu(UO2)2(AsO4)2 · 12H2O

### Cristallographie
- Paramètres de la maille conventionnelle : a = 7,06 Å, c = 20,54 Å, Z = 2; V = 1 023,79 Å3
- Densité calculée = 3,22

### Propriétés chimiques
Lorsqu'elle est totalement hydratée, sa formule chimique générale est : 
Cu(UO2)2(PO4)2 · 12 H2O
Par perte de 4 molécules d'eau, elle se transforme progressivement en métatorbernite : 
Cu(UO2)2(PO4)2 · 8 H2O

## Gîtes et gisements

### Gîtologie et minéraux associés
Gîtologie
- Dans les granites et dépôts secondaires d’uranium.

Minéraux associés
- Autunite, métatorbernite, uraninite, uranophane, uranocircite, zeunérite.

### Gisements producteurs de spécimens remarquables
En France
- Les Bois Noirs à Saint-Priest-la-Prugne Loire [4]

Ce site uranifère français qui a produit 60 000 tonnes d’uranium est maintenant épuisé.
- Mine de Margabal, Entraygues-sur-Truyère, Aveyron, Midi-Pyrénées [5]
- Carrière Le Vouedec (Ouadec), Berné, Le Faouët, Morbihan [6]

Dans le monde
- Mine de Shinkolobwe (Kasolo Mine), Katanga, république démocratique du Congo[7]
- Steinbach, Johanngeorgenstadt District, Erzgebirge, Saxe, Allemagne[8]
- Wheal Buller, Redruth, Camborne - St Day District, Cornouailles, Angleterre [9]

## Exploitation des gisements
- La torbernite est un minerai d’uranium.
- Dans une moindre mesure elle est très prisée par les collectionneurs en raison de ses cristaux de superbe couleur verte.

## Préservation
Comme beaucoup de minéraux hydratés la torbernite se transforme avec le temps en métatorbernite (pseudomorphose) en perdant quatre molécules d’eau. Il convient donc de veiller soigneusement aux conditions hygrométriques pour la conserver intacte le plus longtemps possible.

## Remarque sur la radioactivité
Les collectionneurs doivent être conscients du fort taux de radioactivité de ce minéral tant dans la manipulation que dans le stockage ou l’exposition. Le danger majeur provient de l'inhalation du gaz radon (222Rn) qu'elle dégage en continu. Il ne faut pas la conserver dans les lieux de vie et de travail, mais la stocker dans des endroits bien ventilés et éviter de respirer le radon qu'elle produit. La confiner dans des boîtes étanches aux gaz et transparentes est une alternative également possible, mais ces boîtes devront seulement être ouvertes sous hottes correctement ventilées pour protéger l'opérateur.

## Galerie

### France

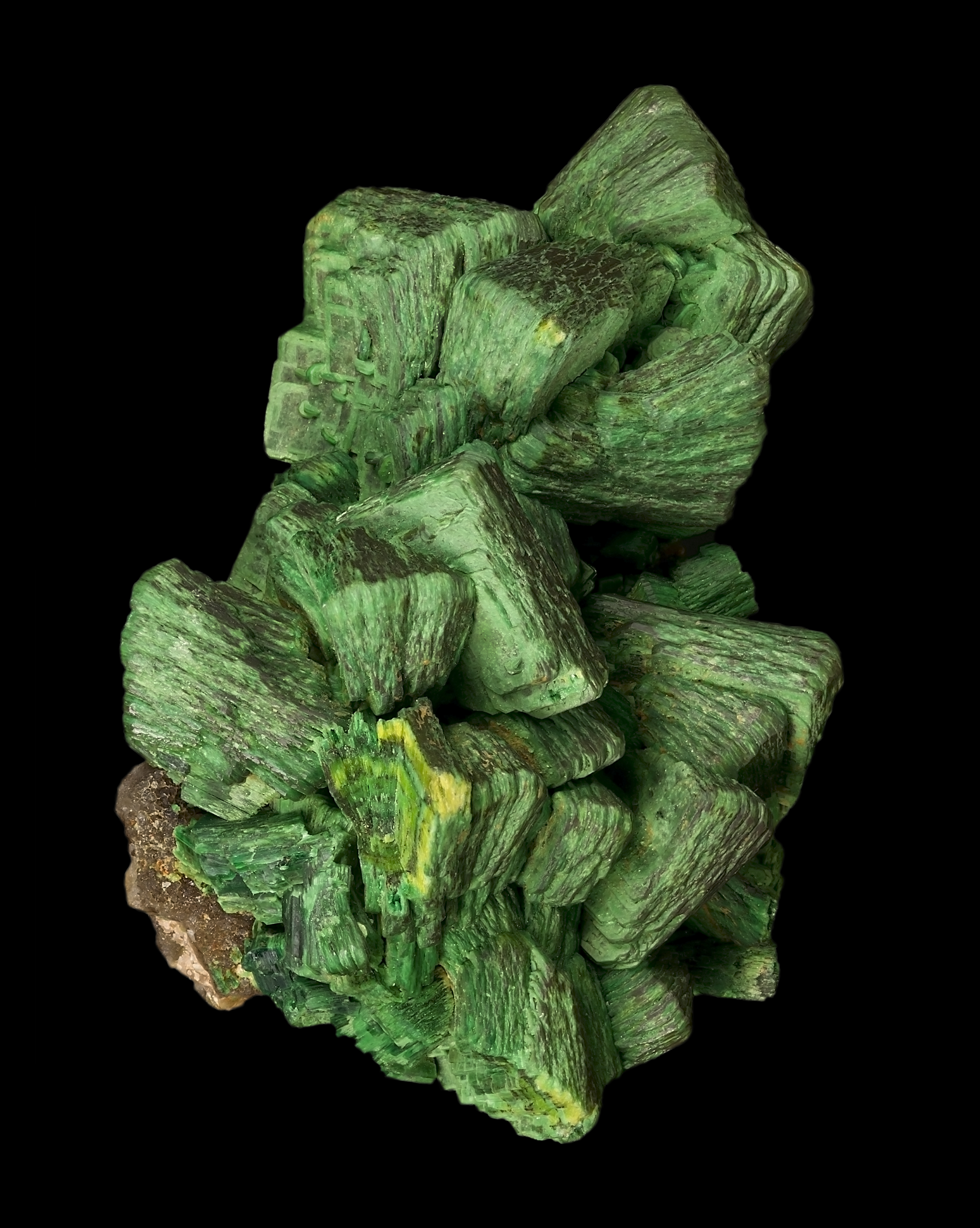
Metatorbernite - Mine de Margabal, Entraygues Aveyron France
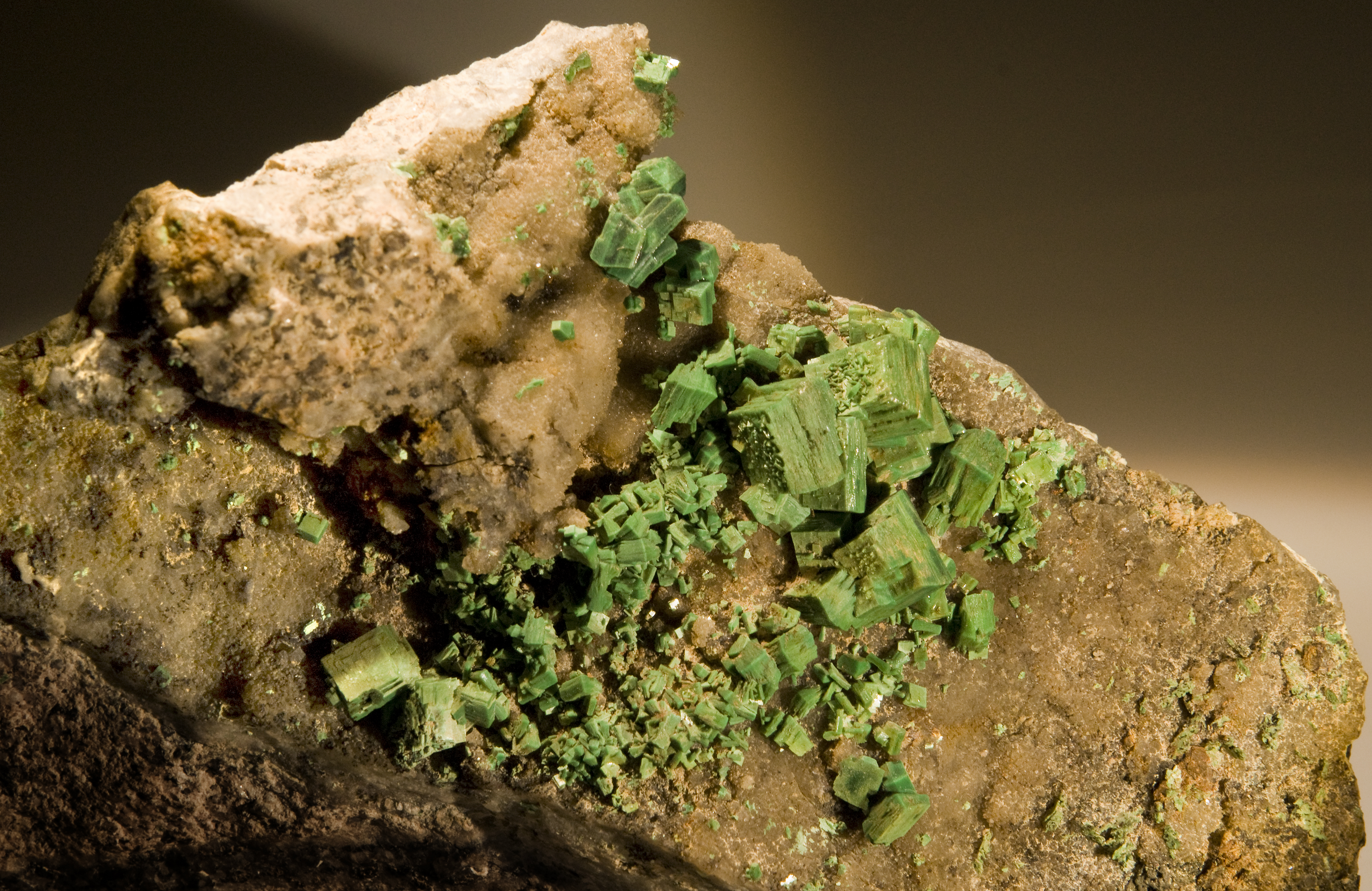
Torbernite - Entraygues, Aveyron, France (XX1.1cm)
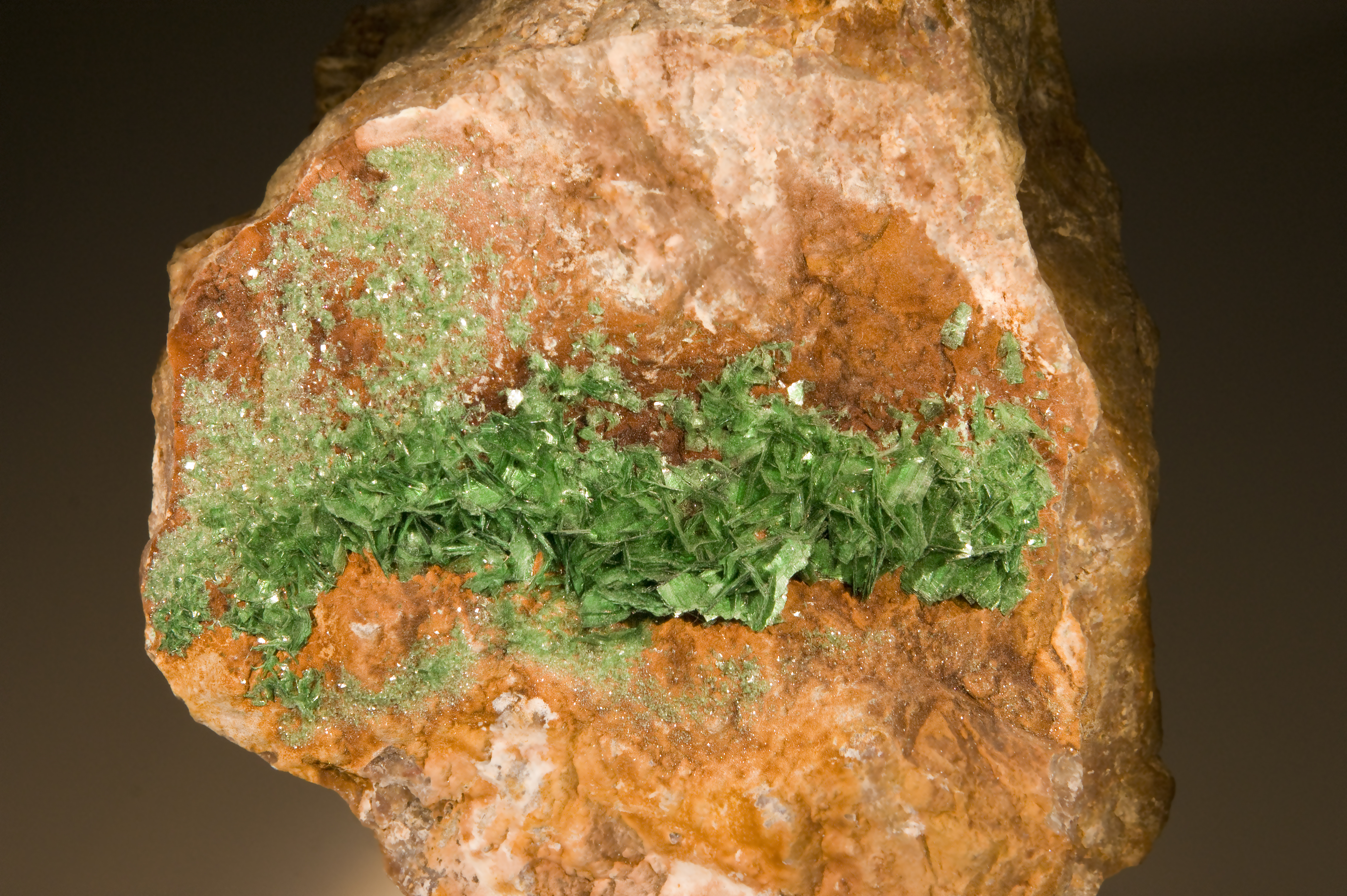
Torbernite - Loire, France (10,5 × 8,5 cm)
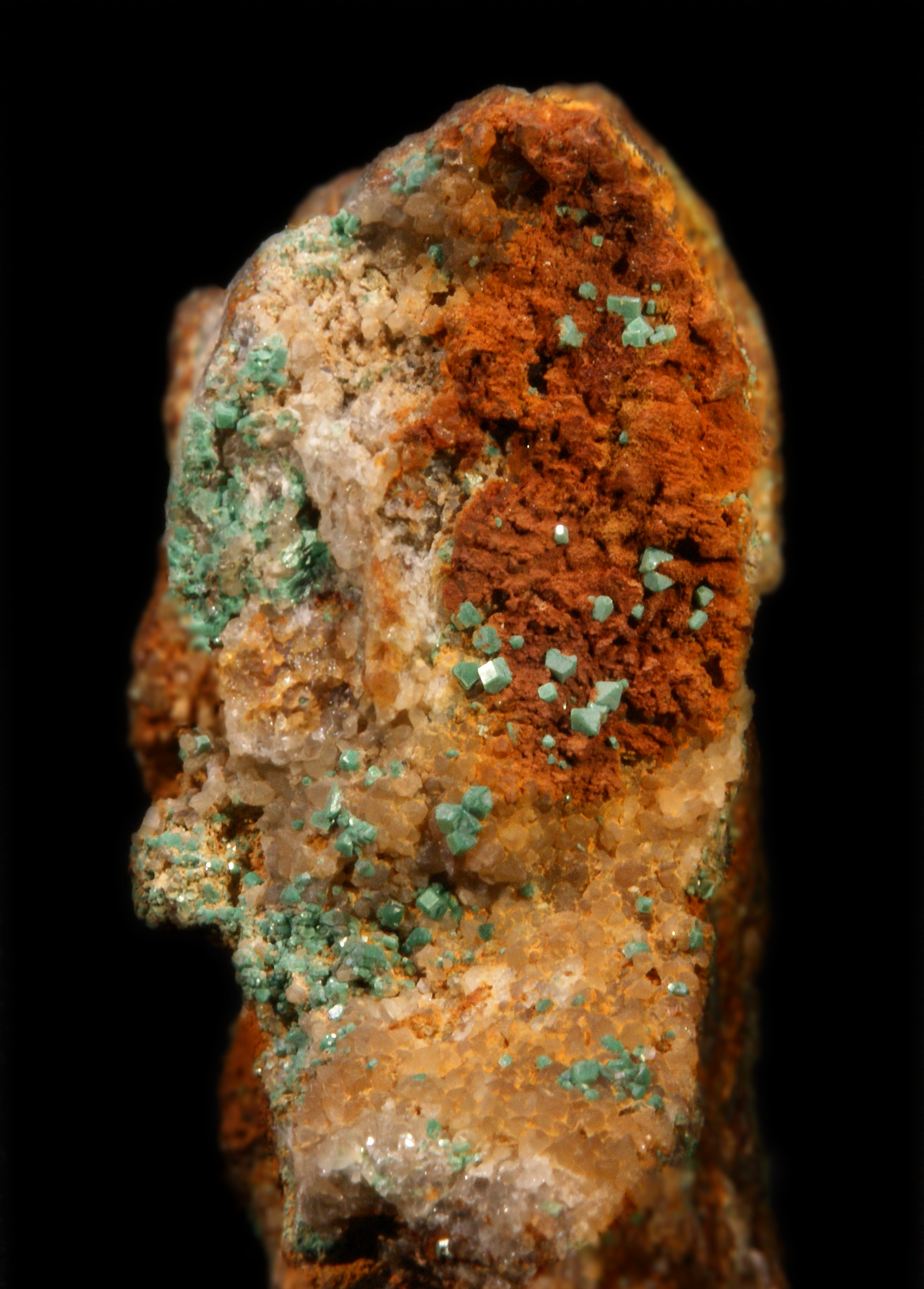
Torbernite - Le Vouedec, France (5,3 × 3 cm)

### Monde

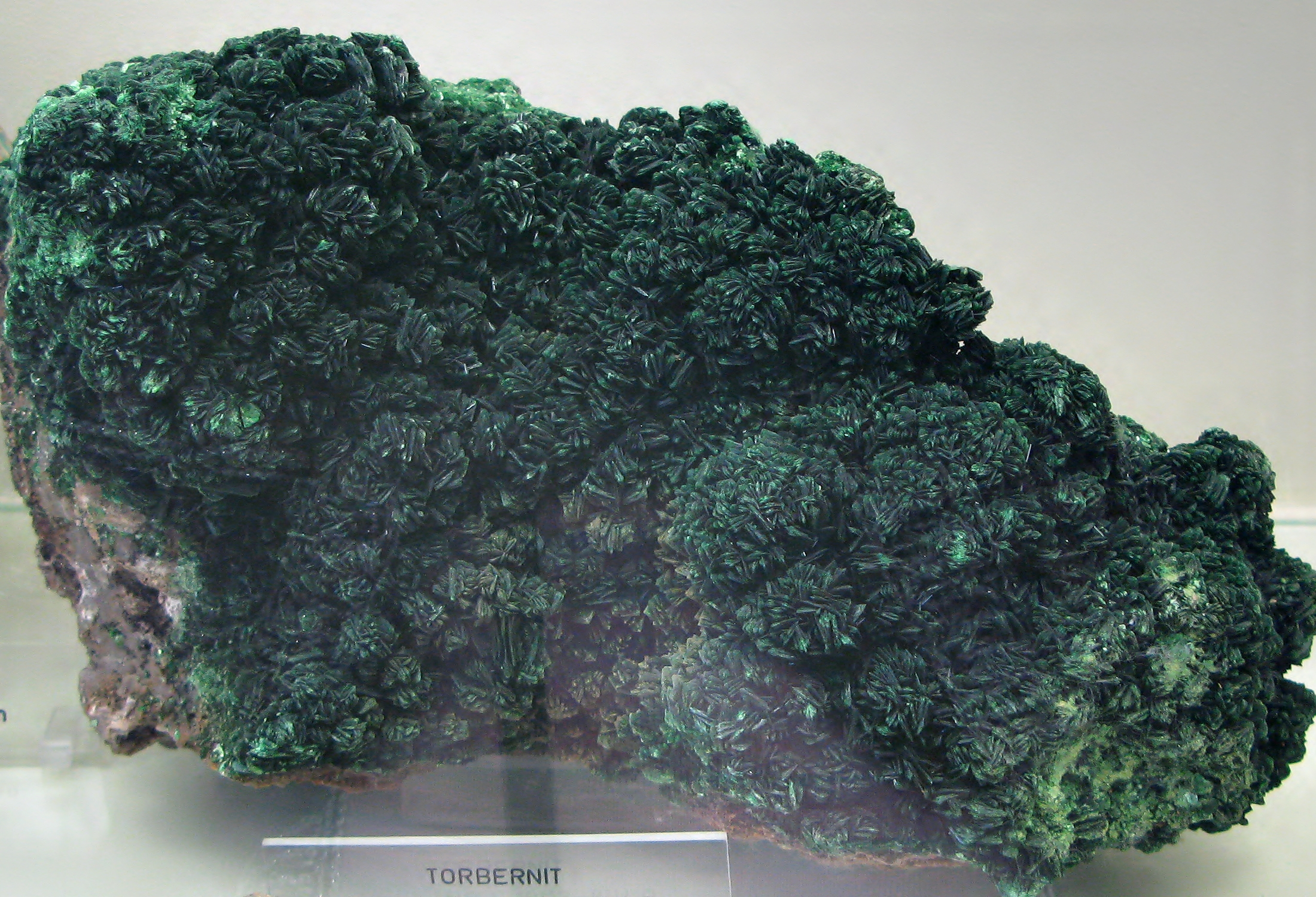
Torbernite -  Shinkolobwe, Katanga,Zaïre - Musée minéralogique de Bonn (Allemagne)
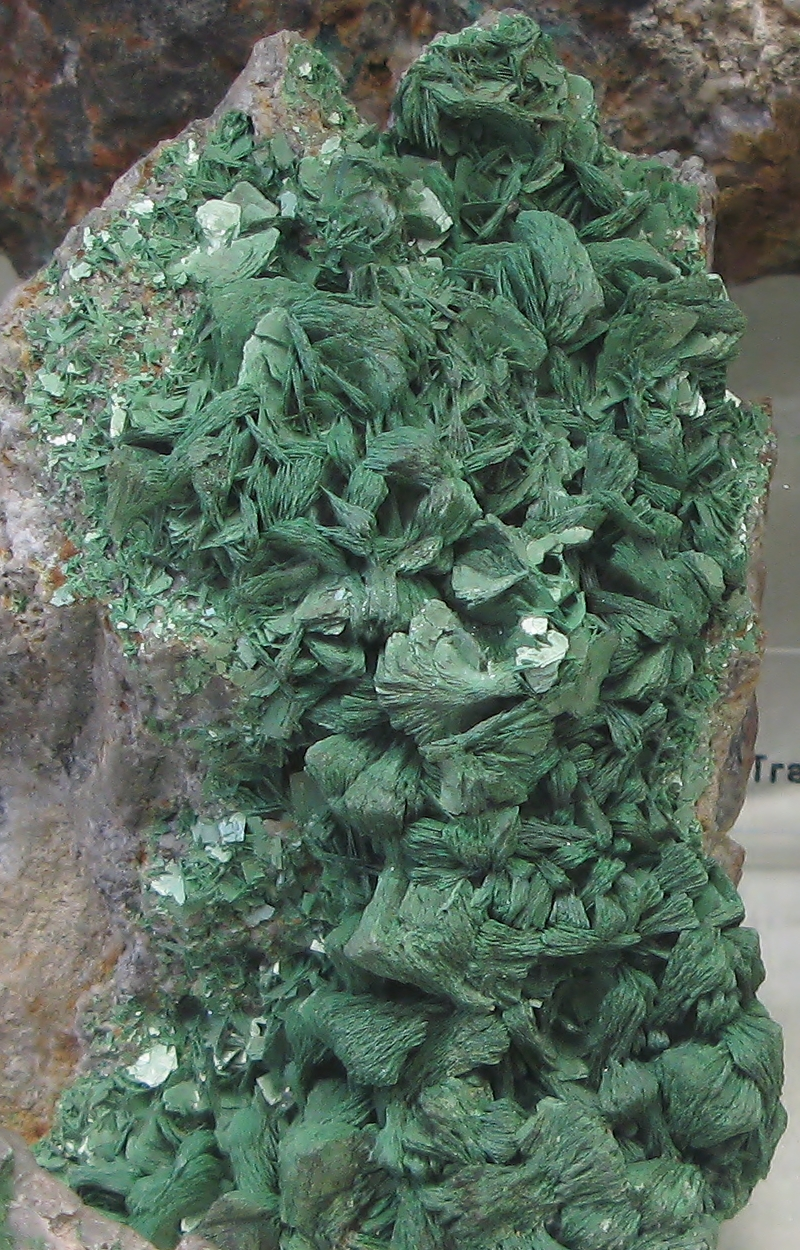
Torbernite- Steinbach, Erzgebirge - Musée minéralogique de Bonn (Allemagne)
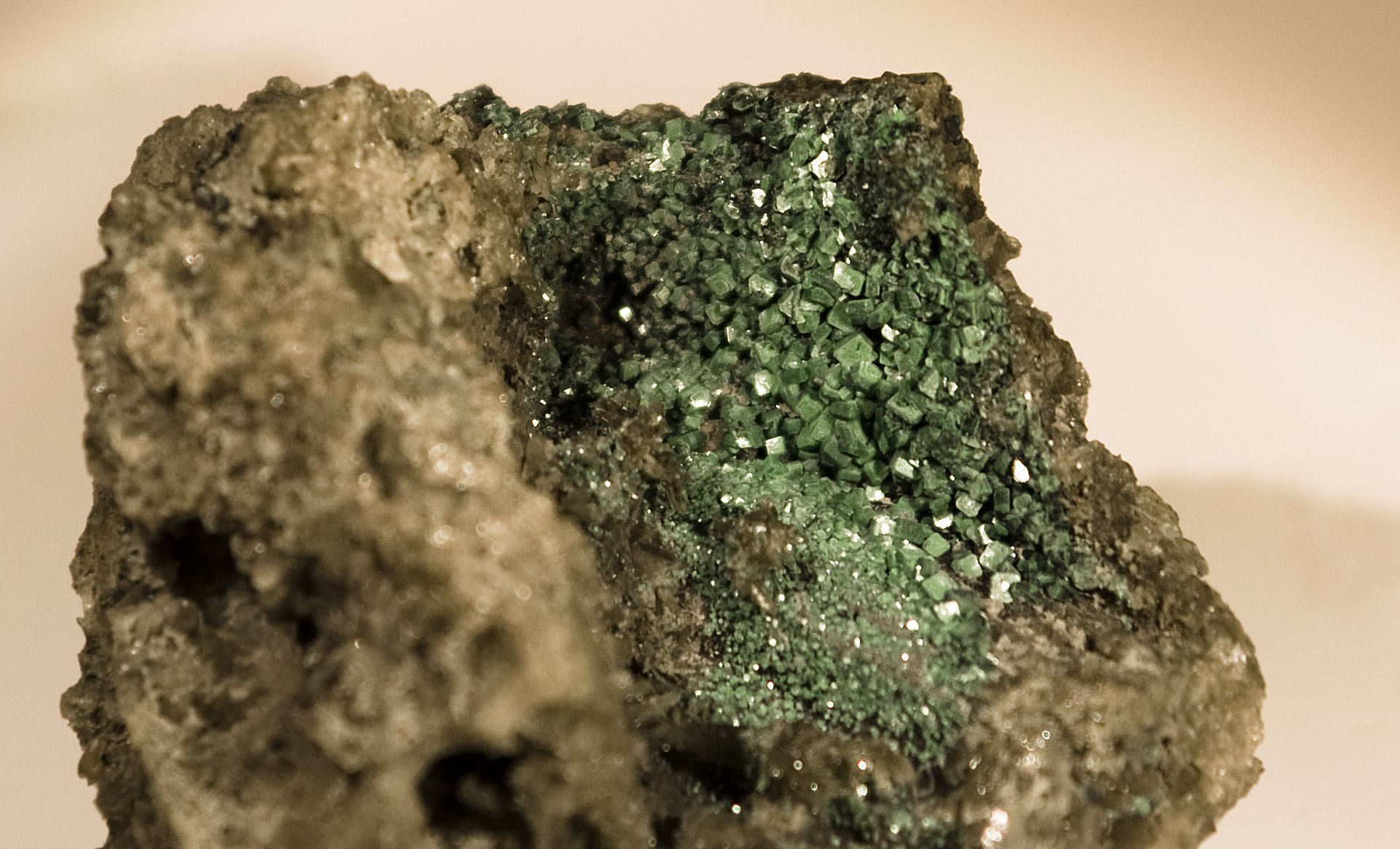
Torbernite - Wheal Buller, Redruth, Cornouailles (Angleterre) (XX3mm)